# 4612 Greenstein
4612 Greenstein è un asteroide della fascia principale. Scoperto nel 1989, presenta un'orbita caratterizzata da un semiasse maggiore pari a 2,5551811 UA e da un'eccentricità di 0,1416297, inclinata di 9,61240° rispetto all'eclittica.